# 스파이더위크가의 비밀 (영화)
《스파이더위크가의 비밀》(The Spiderwick Chronicles)은 2008년 공개된 미국의 다크 판타지 모험 영화이다. 토드 디털리지와 홀리 블랙이 쓴 동명 동화 시리즈를 원작으로 마크 워터스가 연출하고 프레디 하이모어, 세라 볼저, 메리루이즈 파커, 마틴 쇼트, 닉 놀티, 세스 로건 등이 출연했다.

## 줄거리
삼남매 맬러리, 쌍둥이 재러드와 사이먼은 이혼한 엄마 헬렌과 함께 종고조(從考祖) 아서 스파이더윅의 산골 저택으로 이사한다. 아버지와 뉴욕에서 살고 싶었던 제러드는 화가 나있다.
제러드는 우연히 저택 안에서 스파이더윅이 지은 요정 도감을 발견한다. 이 도감을 손에 넣고 싶어하는 오거 멀거래스가 삼남매를 위협하자 이들은 멀거래스에게 복수하고 싶어하는 호브고블린 호그스퀼과 작전을 세우지만 위기에 놓인다. 세상에 마법의 존재가 있다는 걸 믿게 된 헬렌은 삼남매를 도와 도감을 지킨다.

## 출연

### 실물
- 프레디 하이모어 - 제러드 그레이스 / 사이먼 그레이스 역
- 메리루이즈 파커 - 헬렌 그레이스 역
- 닉 놀티 - 멀거래스 역
- 세라 볼저 - 맬러리 그레이스 역
- 앤드루 매카시 - 리처드 그레이스 역
- 조앤 플로라이트 - 루신다 스파이더윅 역
  - 조디 베너타 - 어린 루신다 역
- 데이비드 스트러세언 - 아서 스파이더윅 역
- 토드 피넬 - 헬렌 그레이스의 동료 역

### 목소리
- 세스 로건 - 호그스퀼 역
- 마틴 쇼트 - 심블택 역
- 론 펄먼 - 레드캡 역
- 벤 디스킨, 밥 졸스, 존 매리아노, 놀런 노스, 프레드 태터쇼어 - 고블린 역